# Dimedon
Dimedon, systematický název 5,5-dimethylcyklohexan-1,3-dion, je cyklický diketon používaný v organické chemii k určení, zda sloučenina obsahuje aldehydovou skupinu. Cyklohexandiony obecně lze používat jako katalyzátory při tvorbě komplexních sloučenin přechodných kovů. Dimedon se také používá v kolorimetrii, krystalografii, luminiscenční a spektrofotometrické analýze.

## Výroba
Dimedon se vyrábí reakcí mesityloxidu a dimethylmalonátu.

## Fyzikální vlastnosti
Dimedon se obvykle vyskytuje ve formě žlutých krystalků. Je za standardních podmínek stabilní a rozpustný ve vodě, ethanolu a methanolu. Taje a zároveň se rozkládá při teplotě 147–150 °C.

## Tautomerie
Dimedon se v roztoku vyskytuje v rovnováze se svým tautomerem, v chloroformu je poměr keto- a enolformy 2 : 1.

Krystalický dimedon obsahuje řetězec molekul, molekuly enolové formy jsou propojeny vodíkovými vazbami.